# Чемпионат России по самбо среди женщин 2013
Чемпионат России по самбо среди женщин 2013 года проходил в Челябинске с 18 по 23 июня. Соревнования были отборочными на чемпионат мира. Главный судья — судья международной категории Шоя Ю. А. (Астрахань). Главный секретарь — судья республиканской категории Тимошин А. С. (Рыбинск).

## Медалисты
| Весовая категория | Золото                                  | Серебро                         | Бронза                                                                   |
| ----------------- | --------------------------------------- | ------------------------------- | ------------------------------------------------------------------------ |
| до 48 кг          | Мария Молчанова Краснокамск             | Елена Бондарева Дзержинск       | Гаянэ Арутюнян Москва Зинаида Борисова Брянская область                  |
| до 52 кг          | Анна Харитонова Москва                  | Ольга Вицина Владивосток        | Сусанна Мирзоян Пензенская область Юлия Вицина Владивосток               |
| до 56 кг          | Татьяна Зенченко Владивосток            | Надежда Зайцева Санкт-Петербург | Кристина Храмцова Дзержинский Ольга Митина Владивосток                   |
| до 60 кг          | Яна Костенко Москва                     | Светлана Бурцева Березники      | Анастасия Шинкаренко Можайск Олеся Кондратьева Ангарск                   |
| до 64 кг          | Ольга Усольцева Рязань                  | Екатерина Гольберг Астрахань    | Ульяна Бессонова Пензенская область Екатерина Оноприенко Пермь           |
| до 68 кг          | Марина Мохнаткина Пермь                 | Ольга Баранова Торжок           | Юлия Золотарёва Тюменская область Олеся Назаренко Москва                 |
| до 72 кг          | Ольга Захарцова Калининградская область | Светлана Галянт Камчатский край | Светлана Аверушкина Пермь Ольга Артошина Берёзовка                       |
| до 80 кг          | Наталья Казанцева Тюменская область     | Елена Хакимова Бузулук          | Екатерина Свекровкина Александров Ирина Алексеева Аргаяш                 |
| свыше 80 кг       | Анна Балашова Пермь                     | Надежда Еремеева Екатеринбург   | Евгения Волкова Санкт-Петербург Екатерина Никулина Волгоградская область |

## Командный зачёт
В командном зачёте суммировалась сумма баллов за занятые места представителями региона (7 — за первое место, 5 — за второе, 3 — за третье, 1 — за пятое)

### По регионам
1. Пермский край;
2. Приморский край;
3. Тюменская область.

### По округам
1. Приволжский федеральный округ;
2. Москва;
3. Центральный федеральный округ;